# Edward Margański
Edward Margański (ur. 17 września 1943 w Kolbuszowej) – polski inżynier, konstruktor lotniczy i wynalazca, pilot, założyciel Zakładu Remontów i Produkcji Sprzętu Lotniczego w Bielsku-Białej, obecnie firmy lotniczej Margański&Mysłowski Zakłady Lotnicze Sp. z o.o. Producent szybowców Swift S-1 i MDM-1 Fox.
Absolwent Liceum Ogólnokształcącego im. Janka Bytnara w Kolbuszowej i Wydziału Mechanicznego Energetyki i Lotnictwa (MEiL) Politechniki Warszawskiej. Podczas studiów w roku 1962 reaktywował Studencką Sekcję Lotniczą pod nazwą Koła Naukowego Lotników. Został również prezesem Koła. Po studiach asystent w Zakładzie Aerodynamiki Instytutu Techniki Lotniczej i Mechaniki Stosowanej MEiL Politechniki Warszawskiej. W latach 1970–1977 pracownik PZL Mielec, później przedstawiciel PZL Mielec przy Instytucie Lotnictwa (IL) w Warszawie. Od 1978 dyrektor Zakładów Szybowcowych w Bielsku-Białej. W 1986 Edward Margański założył własną firmę lotniczą Zakłady Remontów i Produkcji Sprzętu Lotniczego w Bielsku-Białej, w których produkowane były przede wszystkim szybowce, obecnie przekształcone w Margański & Mysłowski Zakłady Lotnicze.
Od 1998 roku Edward Margański zrealizował własny projekt taniego samolotu odrzutowego, o konstrukcji kompozytowej EM-10 Bielik (Iskra II), docelowego następcy TS-11 Iskra. Jest też konstruktorem samolotu sportowo-dyspozycyjnego EM-11 Orka.
Podczas prac nad Bielikiem opracował system sterowania lotem zwany „Skrzydełkiem”, obecnie opatentowany i testowany na modelach.
Publikował m.in. w Skrzydlatej Polsce i Przeglądzie Lotniczym Aviation Revue.
Jest ojcem Małgorzaty, instruktorki szybownictwa. Mieszka w Bielsku-Białej.

## Publikacje
- Lotnik i konstruktor znad Nilu, 2024[1]